# リベリウス (ローマ教皇)
リベリウス（Liberius, ? - 366年9月24日）は、第36代ローマ教皇（在位：352年 - 366年）。カトリック教会と正教会で聖人とされる。
355年、ローマ皇帝コンスタンティウス2世によって追放された。皇帝によって代わりにミラノの助祭フェリクスが新教皇フェリクス2世として擁立されたが、ローマ市民はこれを認めず、358年に歓呼で迎えられてローマへ帰還し、復位した。